# Milky
I Milky sono un gruppo dance italiano costituito dai produttori Giordano Trivellato e Giuliano Sacchetto con la cantante italiana Giuditta che canta nell'album Star.

## Storia dei Milky
Nel video musicale di Just the Way You Are Giuditta non compare mai e viene sostituita dalla modella tedesca/egiziana Sabrina Elah. La stessa modella è stata utilizzata per la copertina del disco. Sabrina non canta mai: tutte le canzoni sono state cantate da Giuditta. Quest'ultima può essere notata sulla copertina di Be My World, così come nel video di "In My Mind", due dei brani di Milky.
Just the Way You Are fu un successo negli Stati Uniti poiché raggiunse il primo posto nella classifica Billboard. Nel 2002 il brano ha raggiunto anche l'ottava posizione nell'Official Singles Chart. Nel settembre del 2005, Be My World ha raggiunto la posizione numero 6 nella Hot Dance Airplay ed è entrata in classifica anche in Svezia. Giuditta ha anche cantato nella canzone di Joe Pacino Miss You Bad.

## Singoli
| Anno | singolo              | Migliore posizione in classifica | Migliore posizione in classifica | Migliore posizione in classifica | Migliore posizione in classifica | Migliore posizione in classifica | Migliore posizione in classifica | Migliore posizione in classifica | Migliore posizione in classifica | Migliore posizione in classifica | Album |
| Anno | singolo              | AUS                              | Bel (Vl)                         | IRE                              | NLD                              | NZ                               | ROM                              | SWE                              | UK                               | US Dance                         | Album |
| ---- | -------------------- | -------------------------------- | -------------------------------- | -------------------------------- | -------------------------------- | -------------------------------- | -------------------------------- | -------------------------------- | -------------------------------- | -------------------------------- | ----- |
| 2002 | Just the Way You Are | 47                               | 36                               | 24                               | 58                               | 29                               | 21                               | —                                | 8                                | 1                                | Stars |
| 2002 | In My Mind           | —                                | —                                | —                                | —                                | —                                | —                                | —                                | 48                               | —                                | Stars |
| 2003 | Be My World          | —                                | —                                | —                                | —                                | —                                | —                                | 52                               | —                                | 6                                | Stars |